# 韋德·威爾森 (罪犯)
韋德・史蒂文・威爾森（英語：Wade Steven Wilson；1994年5月20日—），是美國一名罪犯，被判定於2019年在佛羅里達州開普科勒爾謀殺克莉絲汀・梅爾頓（Kristine Melton）與黛安・魯伊斯（Diane Ruiz）。由於他的姓名與漫威漫畫角色死侍相同，媒體稱他為「死侍殺手」。2024年，法院裁定他犯下一級謀殺等罪名，判處死刑。
在犯下這兩宗謀殺案之前，威爾森的犯罪歷史可追溯至2012年，曾因入室盜竊、大型盜竊與槍械相關罪行而被判刑。

## 生平與早期犯罪
韋德・史蒂文・威爾森於1994年5月20日出生，父母當時仍是青少年。之後，他被史蒂夫與坎迪斯・威爾森收養，在佛羅里達州塔拉哈西長大，就讀於奇勒斯高中。年少時，威爾森經常被形容為「問題少年」，據傳曾涉及輕微犯罪與藥物濫用。他在童年與青春期多次受到頭部創傷，後來他聲稱這些傷害使他的精神狀況更加不穩定。
威爾森最早的犯罪紀錄可追溯至2012年，當時他在利昂縣涉及多宗案件，包括入室盜竊、襲擊與槍械相關罪行。2013年11月，他因入室盜竊與大型盜竊罪被判刑入獄，服刑至2014年9月。2015年，他因涉嫌性侵與綁架被起訴，案情指控他在派對後將一名女子帶上車並對其施暴。然而，陪審團最終判定他無罪。2017年，威爾森因盜竊槍械再次入獄，直到2018年7月出獄。同年，他與丹妮絲・威廉斯謀殺丈夫一案有所牽連，據稱當時他試圖偽造證據，甚至主動提議殺害威廉斯。2019年2月，威爾森的前女友報案，指控他毆打並勒頸傷害她。她最初還指控他綁架與性侵，但由於缺乏證據且已有禁止接觸令，警方未對這些指控提起訴訟。2019年7月1日，威爾森因傷害罪再度被捕。

## 謀殺案
2019年10月7日，威爾森在短短數小時內連續殺害兩人。第一名受害者克莉絲汀・梅爾頓在家中遭勒斃，據悉，她與威爾森當晚曾在一間現場音樂酒吧相識。當天稍晚，第二名受害者黛安・魯伊斯——一名育有兩名子女的酒保——被威爾森以欺騙手段誘騙至梅爾頓的車內後遭到勒殺，隨後屍體更被多次輾壓。
犯案後，威爾森隨即致電其生父史蒂芬・特斯塔塞卡，坦承殺害兩名女子。特斯塔塞卡夫婦隨即報警，威爾森於次日落網。
他向警方供稱，自己「還會再做一次」。

## 審判與公眾反應
在審理過程中，法庭針對威爾森的心理健康狀況提出證據，包括關於其腦部受損的證詞。一名神經科醫生作證稱，腦部掃描顯示威爾森曾遭受創傷並存在損傷，這可能解釋他的衝動行為。然而，檢方專家則認為，濫用毒品才是導致他犯罪的關鍵因素。辯方則主張，威爾森長期濫用毒品，在案發時可能已嚴重影響其判斷力。
在法庭上，威爾森的生父史蒂芬・特斯塔塞卡出庭作證，詳細敘述兒子在電話中的自白。特斯塔塞卡指出，威爾森在發現魯伊斯尚未死亡後，又駕車輾壓她的身體。此外，當被問及作案動機時，他僅回答：「我只是想這麼做。」陪審團12人中，超過法定門檻的8人支持判處 威爾森死刑，其中9人認為他應因謀殺梅爾頓被判死刑，10人支持因謀殺魯伊斯判處死刑。法官尼可拉斯・湯普森擁有最終裁決權，可選擇是否接受陪審團的建議，最終，他裁定威爾森兩項死刑。威爾森已向佛羅里達州最高法院提出上訴。
威爾森的死刑判決引發廣泛的公眾關注與爭議，不少人發聲請求赦免。此案也引發社會對心理健康、犯罪行為與司法體系關係的討論。由於威爾森的姓名與漫威漫畫角色死侍的本名韋德·威爾森相同，案件更受到媒體大肆報導。公眾反應不一，部分人因其心理健康問題對他表達同情，但也有不少人關注其罪行的殘忍性，認為應依法嚴懲。

## 監禁
在獄中等待謀殺案審判期間，威爾森在臉上紋了多個圖案，包括右眼下方的卐字，以及頭部側面的另一個紋身。
2020年，他與獄友被控試圖破壞牢房窗戶，企圖越獄。據報導，威爾森是計畫的主導者，甚至還試圖安排接應車輛。
2023年，他對於私運毒品入獄的指控表示不爭辯，換取檢方撤銷與越獄未遂相關的指控。最終，他被判處罰款與12年徒刑，該刑期與死刑同步執行。
同年，威爾森在李縣監獄因毒品過量瀕死，此事引發李縣警長辦公室展開調查。調查結果顯示，獄內存在毒品走私網絡，並有4人因此遭到起訴。